# Tage Hansen (officer)
 Der er flere personer med dette navn, se Tage Hansen.
Tage Hansen (4. juli 1901 i Ebeltoft – 21. december 1987) var en dansk officer, våbeningeniør og modstandsmand.

## Karriere
Tage Hansen var søn af mejeribestyrer Jørgen Hansen og hustru Ane f. Madsen (død 1945), blev sergent i artilleriet 1922, gennemgik Hærens Officersskoles officersklasse og specialklasse samt kursus på Artilleriskydeskolen og blev uddannet som våbeningeniør. Hansen blev sekondløjtnant i artilleriet 1928 og allerede premierløjtnant samme år, kaptajnløjtnant 1936, militær motorsagkyndig 1938, kaptajn 1939, oberstløjtnant 1950 og oberst i Forsvarets Krigsmaterielforvaltning 1952.
Han var tjenstgørende i Hærens Tekniske Korps fra 1935, chef for den motortekniske afdeling 1949-55, for konstruktionsafdelingen 1955-61. Han var desuden på studieophold ved det svenske forsvar i 1947 og ved den schweiziske hær i 1949; formand for Hærens Tekniske Korps' motorkommission 1939-49 og medlem af Dansk Ingeniørforening.
Under besættelsen indgik han efter Operation Safari som medlem af modstandsbevægelsens Københavnsledelse 1944-45.
1961 blev han stillet i nr. i reserven og til rådighed for Forsvarets Krigsmaterielforvaltning, hvilket han var indtil 1966.

## Øvrige tillidshverv
Tage Hansen var også konsulent for Dansk Røde Kors i motorsager 1949-50, for Finansministeriet i samme 1950-61; medlem af Krigsministeriets erstatningsudvalg af 1945 1945-56 og af Finansministeriets udvalg af 1957 vedr. tjenestemænds godtgørelse for benyttelse af eget befordringsmiddel; lærer ved artilleri- og våbenteknisk kursus ved Hærens Officersskole, senere Forsvarsakademiet, 1948-61 og var på talrige tjenesterejser i udlandet.
Samtidig drev han privat virksomhed som direktør i A/S Glostrup Importkompagni Glimko, 1961-62; underdirektør i A/S Nordisk Diesel 1963-64; konsulent i motorsager for Ringsted Karosserifabrik A/S fra 1964. Han var Ridder af 1. grad af Dannebrogordenen.

## Ægteskaber
Tage Hansen blev gift 1. gang 3. august 1929 med Dagmar Geert-Jørgensen (5. oktober 1887 i København – 1957), datter af sognepræst, folketingsmand Anders Geert-Jørgensen (død 1936) og hustru Anna f. Mortensen (død 1926); 2. gang 21. december 1957 med Ebba Schack Nielsen (12. maj 1907 i Aarhus – ?), datter af maskinmester V. Schack Nielsen (død 1936) og hustru Augusta f. Esbensen (død 1940). 